# Alopias superciliosus
Alopias superciliosus – gatunek morskiej ryby chrzęstnoszkieletowej, lamnokszałtnej z rodziny kosogonowatych (Alopiidae). Występuje w wodach wszechoceanu. Płat górny płetwy ogonowej jest długi jak reszta ciała. Rekina cechują też bardzo duże oczy, które rozciągnięte przechodzą na stronę grzbietową. A. superciliosus osiąga maksymalnie 488 cm długości ciała. 
Gatunek epipelagiczny, nerytyczny, ale także epibentosowy. Odżywia się rybami otwartej toni (śledziowate, makrelowate) oraz dennymi (morszczukowate), które ogłusza za pomocą uderzeń swego ogona. Młode zjadają jaja oraz według części źródeł swoje rodzeństwo. Samica wydaje na świat zwykle dwa młode, czasem cztery. 
Gatunek nie jest groźny dla człowieka, ludzie zaś stanowią główne zagrożenie dla niego. Jego mięso suszone, wędzone i świeże, dodatkowo przyprawione solą kuchenną jest przeznaczone do konsumpcji, z płetwy przygotowywana jest zupa z płetwy rekina, skóra jest stosowana jako surowiec, a tran jest źródłem witamin; od lat 60. i 70. XX wieku znajduje się go jako przyłów w połowach tuńczyków i marlinów. Przez Międzynarodową Unię Ochrony Przyrody (IUCN) został sklasyfikowany w kategorii gatunku narażonego (VU – Vulnerable). Nie jest znana dokładna liczebność populacji, a trend populacji wydaje się być spadkowy.

## Taksonomia i zapis kopalny
Gatunek został naukowo opisany według binominalnego nazewnictwa gatunków w 1841 przez Richarda Thomasa Lowe, chociaż niektóre źródła jako datę pierwszego opisu podają rok 1839. Autor początkowo nadał gatunkowi nazwę Alopecias superciliosus, a jego opis zamieszczono w czasopiśmie „Proceedings of the Zoological Society of London”. Jako miejsce typowe holotypu wskazano Maderę na północnym Atlantyku. Obecnie prawidłowa nazwa dla gatunku to Alopias superciliosus. W 1935 H. Nakamura opisał nowy gatunek rekina, któremu nadał nazwę Alopias profundus, a jako miejsce typowe wskazał sklep w mieście Su’ao, na wschodnim wybrzeżu Tajwanu. Obecnie jednak przez większość autorów jest on uznawany za synonim A. superciliosus. Oprócz tego gatunku do rodzaju Alopias przynależą też: A. pelagicus i kosogon (A. vulpinus).
Badania pod kierownictwem Blaise Eitner w 1995 polegające na zbadaniu allozymów u gatunków w obrębie rodzaju Alopias ujawniły, że gatunek ten jest siostrzany dla A. pelagicus. Jednakże z badań z 2018 wynika, że dla A. pelagicus najbliższym krewnym jest A. vulpinus. Porównanie cech diagnostycznych zębów lamnokształtnych (Lamniformes) wskazuje dla całej grupy Alopias jako najbliższego krewnego wymarły kredowy gatunek rekina, Cretoxyrhina mentelii.
Skamieniałości A. superciliosus znaleziono w mioceńskich osadach Japonii, datowanych na 16–11,6 milionów lat.
Nazwa „Alopias” pochodzi od Alṓpēx (Gr. ἀλώπηξ), co dosłownie oznacza lisa; jest to odniesienie do antycznego „rekina-lisa”, który jakoby słynął ze swojej przebiegłości (starożytni wierzyli, że kiedy chwycił przynętę, starał się dosięgnąć żyłki, którą odgryzał i w ten sposób uciekał). Epitet gatunkowy „superciliosus” oznacza „z brwiami”. Nakamura nadał swojemu nowo opisanemu gatunkowi epitet „profundus”, ponieważ wierzył, że ten żyje na głębokich wodach, w przeciwieństwie do A. pelagicus, który miał żyć w górnych warstwach toni wodnej. Angielskie „bigeye” oznacza „wielkooki” i odnosi się do dużych oczu tego gatunku; wyraz „thresher” pochodzi od czasownika „to thresh”, co można tłumaczyć jako „młócić zboże (cepem)” – prawdopodobnie odzwierciedla to wygląd lub „sposób używania” ogona. Na Kubie oraz w Meksyku A. superciliosus nazywany jest „Zorro”, a także „Tiburón zorro” i obie te nazwy oznaczają „lisa” oraz „rekina-lisa”. W Meksyku jest też znany pod innymi nazwami, np. „Coludo prieto” oraz „Tiburón grillo”; proponowana przez A.F.S. nazwa „Tiburón zorro ojón” nie jest używana.

## Występowanie
Ryba żyje kosmopolitycznie w wodach wszechoceanu. W Oceanie Atlantyckim występuje u wybrzeży (od zachodu): od Nowego Jorku do Florydy (Stany Zjednoczone), Bahamów, Kuby, Wenezueli oraz południowej Brazylii; od wschodu: wody Portugalii wraz z Maderą, Senegalu, Gwinei przez Sierra Leone, Angoli; w zachodnim Oceanie Indyjskim żyje niedaleko: Madagaskaru i wybrzeży Afryki Południowej; w Pacyfiku występuje blisko wybrzeży: południowej Japonii, Tajwanu, Nowej Kaledonii, Australii (północno-zachodniej części) oraz Nowej Zelandii; na wschodzie żyje od Hawajów, do południowej Kalifornii (USA) oraz zachodnich wysp Galapagos. Stwierdzona została w morzach i zatokach, takich jak: Morze Śródziemne, Morze Arabskie, Zatoka Kalifornijska i Zatoka Meksykańska. 

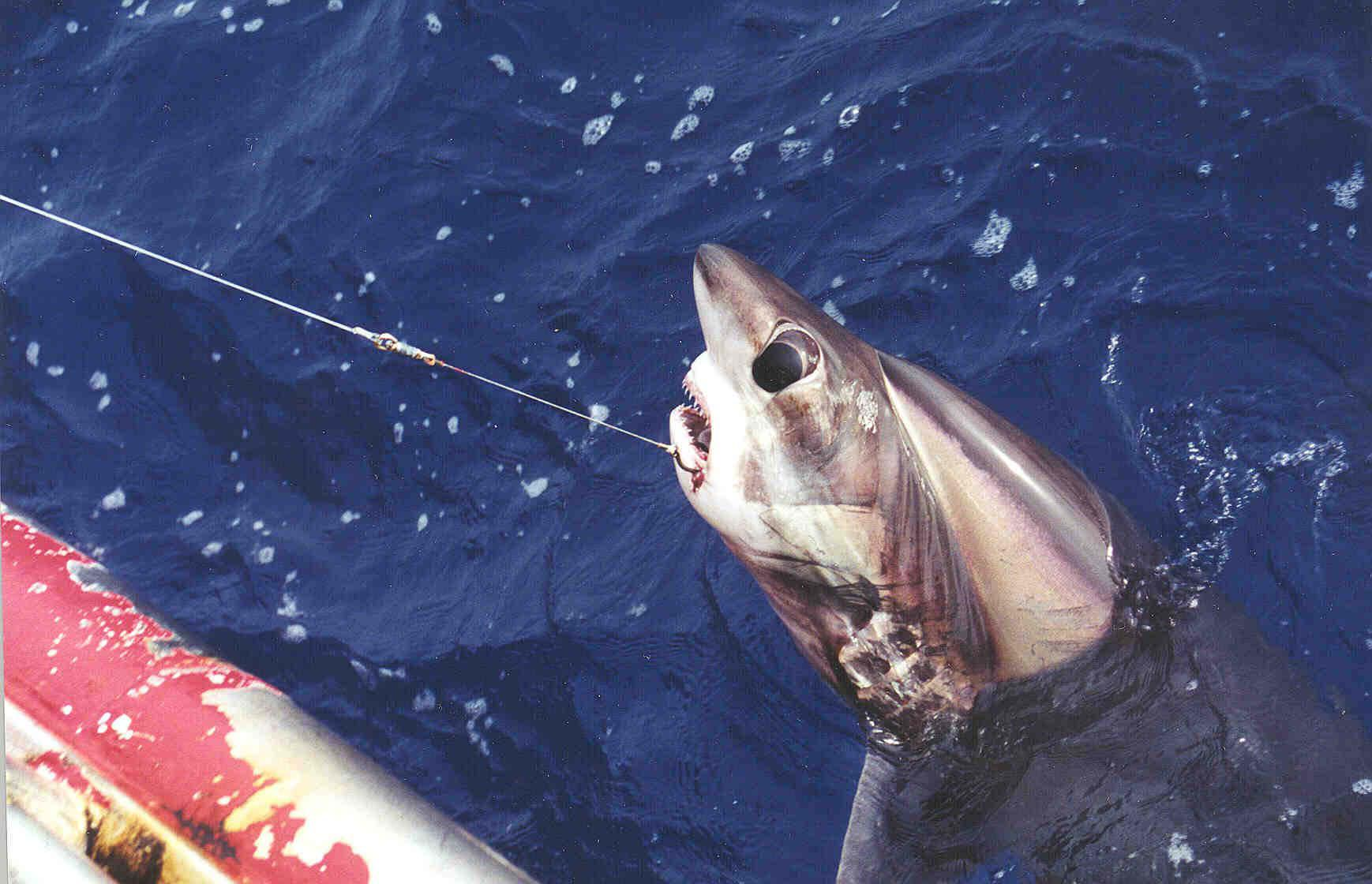
Sztuka Alopias superciliosus złowiona na haczyk.

IUCN rozróżnia 2 typy miejsc: tam, gdzie ten gatunek prawdopodobnie występuje i gdzie ma się pewność co do jego występowania.
Do tych pierwszych należą wody: Albanii, Amerykańskiego Samoa, Arabii Saudyjskiej, Bangladeszu, Beninu, Chile, Chorwacji, Cypru, Dżibuti, kontynentalnego terytorium Ekwadoru, Egiptu, Erytrei, Fidżi, Grecji, Guamu, Hawajów, Izraela, Kamerunu, Mikronezji, Mjanmy, Namibii, Niue, Norfolk Island, Marian Północnych, Palau, Papui-Nowej Gwinei, Peru, Polinezji Francuskiej, Samoa, Syrii, Tajlandii, Togo, Tokelau, Tonga, Tunezji, Turcji, Tuvalu, Vanuatu, a także Wallis i Futuny, Wysp Cooka, Wysp Kokosowych, Wysp Salomona, Wysp Marshalla i Wysp Wielkanocnych.
Kosogonowaty ten występuje na pewno u wybrzeży: Algierii, Andamanów, Angoli, Anguilla, Antigui i Barbudy, Aruby, Australii, Bahamów, Barbadosu, Belize, Bermudów, Bonaire, Sint Eustatius i Saby, Bośni i Hercegowiny, Brazylii, Brunei, Czagos (archipelag), Wysp Zielonego Przylądka, Kambodży, Kanady, Kajmanów, Chin, kontynentalnej Kolumbii oraz terytorium wyspiarskiej Kolumbii, Komorów, Kongo, Kostaryki, Kuby, Curaçao, Kości Słoniowej, Spratlejów, Dominikany, Galápagos, Salwadoru, Gwinei Równikowej i Annobón, Francji oraz Wyspy Clippertona, Gujany Francuskiej, Gabonu, Gambii, Ghany, Grenady, Gwadelupy, Gwatemali, Gwinei, Gwinei-Bissau, Gujany, Haiti, Hondurasu, Hongkongu, Andamanów, Indonezji, Iranu, Irlandii, Włoch, Jamajki, Japonii, Kenii, Kiribati, Libanu, Liberii, Libii, Makau, Madagaskaru, Maldiwów, Malty, Martiniki, Mauretanii, Mauritiusu, Majotty, Meksyku, Monako, Czarnogóry, Montserrat, Maroka, Mozambiku, Nauru, Nowej Kaledonii, Nowej Zelandii, Nikaragui, Nigerii, Omanu, Pakistanu, Panamy, Filipin, Portugalii (Azorów, Portugalii kontynentalnej, Madery, Wyspy Selvagens), Portoryko wraz z Navassa, Reunionu, Saint Barthélem, Saint Kitts i Nevis, Saint Lucia, Saint Martin, Saint Pierre i Miquelon, Saint Vincent i Grenadynów, Senegalu, Seszelów, Sierra Leone, Singapuru, Sint Maarten, Słowenii, Somalii, Afryki Południowej, Wysp Kanaryjskich i kontynentalnej Hiszpanii, Sri Lanki, Sudanu, Surinamu, Tajwanu, Chińskiej Republiki Ludowej, Tanzanii, Timoru Wschodniego, Trinidadu i Tobago, Turks i Caicos, Zjednoczonych Emiratów Arabskich, Wielkiej Brytanii, USA (Johnston, Wake, Howland, Baker, Midway i także wielu innych atoli), Urugwaju, Wenezueli, Wietnamu, Wysp Dziewiczych i Brytyjskich Wysp Dziewiczych, Sahary Zachodniej, a także Jemenu.

## Morfologia

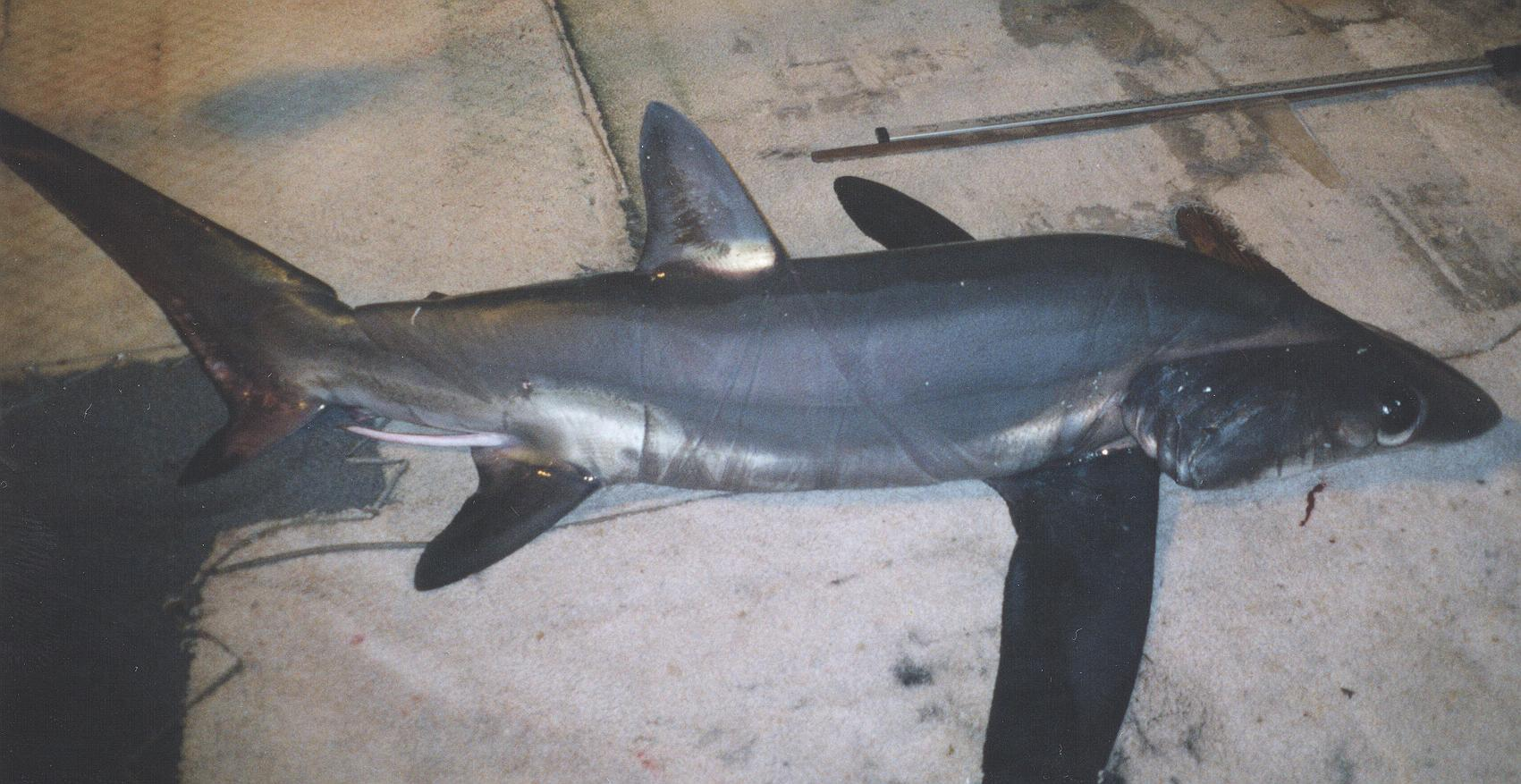
Wyłowiony okaz

Jest to stosunkowo duży przedstawiciel rodziny kosogonowatych (Alopiidae); różne źródła często wyolbrzymiają wymiary ciała tego rekina. W Sharks of the World Leonarda Compagno wspomina się o tym gatunku jako osiągającym maksymalnie 461 cm długości, IUCN twierdzi, że rekin może osiągać 484 cm długości całkowitej, a FishBase opierając się na IGFA jako maksymalną długość uznaje 488 cm długości całkowitej. Raporty z XX wieku mówią, że najmniejszy odłowiony samiec osiągał 270 cm, a największy 400 cm, natomiast najmniejsza samica mierzyła 350 cm, a największa 430 cm. W 1981 wyłowiono u wybrzeży Nowej Zelandii okaz mierzący 4,9 m. W 1948 Bigelow i Schroeder bazując na wielkości szczęk okazu z Kuby, ustalili, że osiągał 548 cm (18 stóp), co jednak podaje się w wątpliwość, z uwagi na to, że jest to anegdota nie poparta żadnymi dowodami. Noworodki osiągają 64–106 cm, dobrze wykształcone płody mają zwykle 105–106 cm. Samce dojrzewają płciowo przy całkowitej długości ciała 245–300 cm, samice 282–355 cm, acz nawet co do tego są wątpliwości, ponieważ inne dane mówią, że A. superciliosus dojrzewa, gdy osiągnie długość 154–341 cm. 

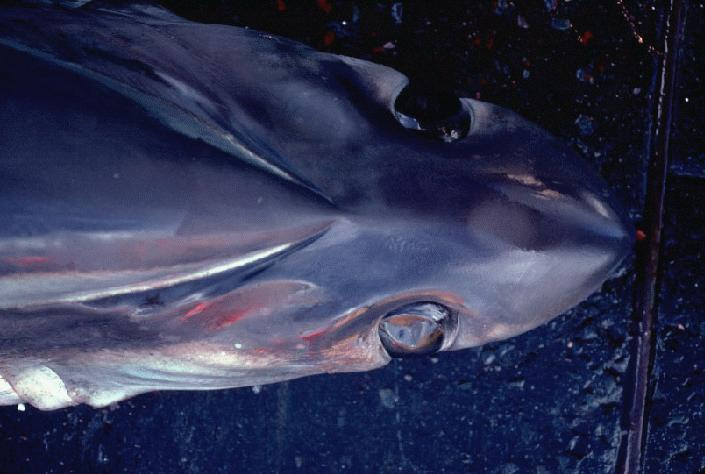
Charakterystyczny wygląd głowy „od góry”

Gatunek może ważyć do 363,8 kg. Samce o długościach 160, 321, 340 cm ważyły kolejno: 10, 126, 123 kg; samice mierzące 177, 299, 304, 326, 351, 394, 395 cm osiągały kolejno wagę: 12,5, 85, 73, 102, 134, 193, 209 kg.
Rekiny te cechuje długi, przypominający rzemień, płat górny płetwy ogonowej, który osiąga 50% długości ciała rekina, ale potrafi być też tak długi jak całe ciało rekina. Płat dolny również jest dobrze wykształcony, ale krótszy. Pierwsza płetwa grzbietowa jest przesunięta do tyłu, co nie występuje u innych gatunków kosogonów. Płetwy piersiowe zagięte (sierpowate), o szerokich końcówkach. Duże oczy (osiągające średnicę 10 cm u dużych osobników), kierują się do góry. Autorzy opisują wcięte czoło i długi, bulwiasty pysk. Średniej wielkości zęby. Samce mają zęby z długimi, smukłymi guzkami ze stożkowatymi końcówkami i gładkimi krawędziami; zęby samic są z wąskimi, przypominającymi ostrza guzkami o gładkich krawędziach. U obu płci przednie zęby są wyprostowane i symetryczne, podczas gdy inne zakrzywiają się w kierunku kącików ust. Bruzdy wargowe nieobecne. Zęby skórne (odontoda) o ostrym zakończeniu, prostej budowy, minimalnie zachodzą na siebie. Przez ciało (nad szparami skrzelowymi) przebiega głęboki rowek, który zaczyna się od głowy.
Wierzch ciała jest purpurowoszary, czasem fioletowobrązowawy albo szarawobrązowawy; nocą osobniki Alopias superciliosus przybierają barwę srebrzystobrązową, a boki zdobią fioletowo–złote oznaczenia. Spód ciała kremowy, biały, bądź żółtawy; barwa ta nie dociera do nasad płetw piersiowych. Tylne końcówki płetw piersiowych i brzusznych, a czasem również płetwa grzbietowa ciemna. Ciało martwych osobników szybko blaknie, stając jest ciemne, fioletowawobrązowe, w późniejszym czasie staje się prawie czarne. Dotknięcie lub rozdrapanie skóry powodują, że barwa zanika.
W oczach stwierdzono rozwiniętą sieć dziwną (łac. rete mirabile). Chociaż nie przeprowadzono bezpośrednich pomiarów temperatury oczu, struktury te są prawdopodobnie wymiennikami ciepła; najprawdopodobniej pozwalają zachowywać ciepło oczu i zapewniać im temperaturę wyższą niż reszty ciała. Wszystko to sugeruje, że A. superciliosus jest gatunkiem stałocieplnym podobnie jak inne lamnokształtne; niewiele jednak o tym wiadomo.

Od pokrewnych gatunków (A. pelagicus i A. vulpinus) różni się swoimi wielkimi oczami, rowkiem przechodzącym przez ciało i dwukrotnie mniejszą liczbą zębów.

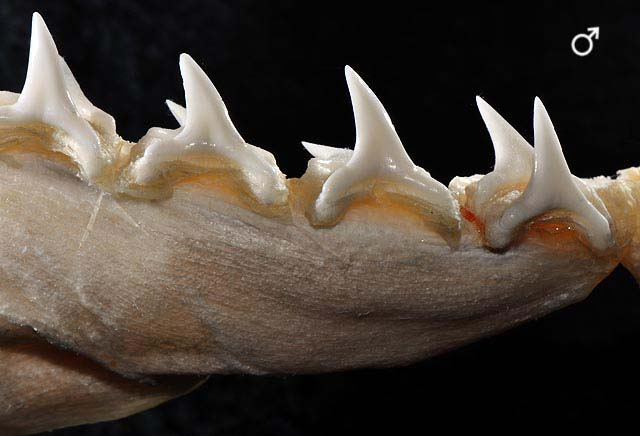
Kształt zębów samca
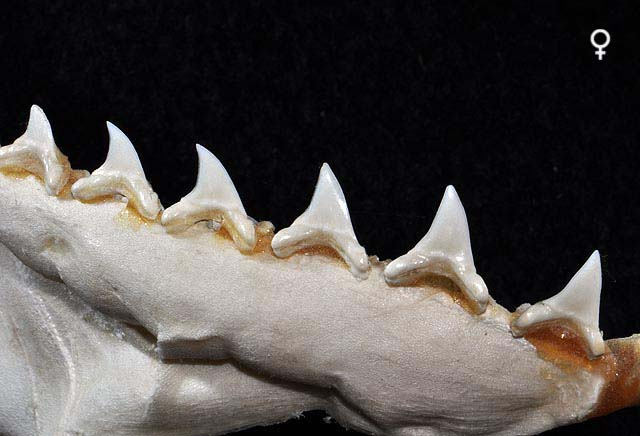
Kształt zębów samicy
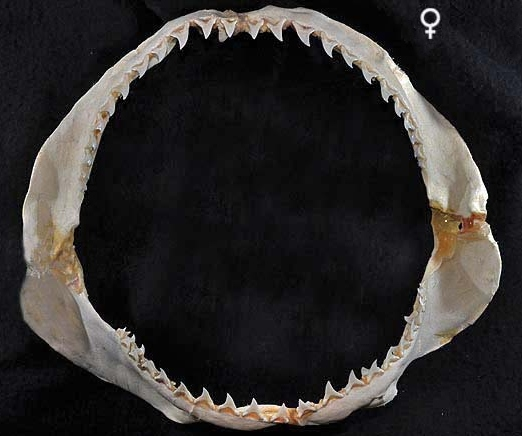
Szczęki i żuchwa samicy
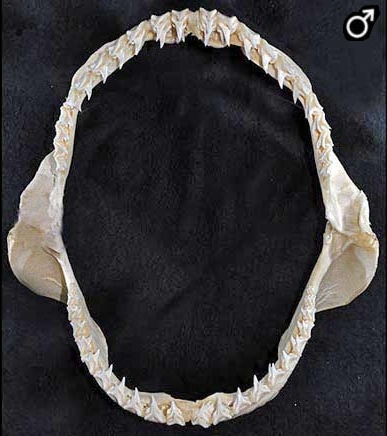
Szczęki i żuchwa samca

## Ekologia
Gatunek wędrowny, żyjący w wodach tropikalnych i umiarkowanych. Dawniej przypuszczano, że gatunek jest mezopelagiczny, głębokowodny – dowodem na to miały być jego ubarwienie (typowe dla ryb głębinowych; taka barwa skóry spotykana była u martwych okazów) i duże oczy. Obecnie wiadomo, że żyje w strefie nerytycznej, pelagialu, epipelagialu i epibentosu, blisko szelfu kontynentalnego, na głębokościach zwykle 0–100 m, do 730 m, wedle innych źródeł schodzić może na głębokość 955 m p.p.m. Bardzo rzadko zapuszcza się wód lądowych, są to wyłącznie samice – spotkany został na mieliznach na Florydzie i Myrtle Beach (Karolina Południowa), wspominano o okazie, który przypłynął do ujścia rzeki Saloum (Senegal).

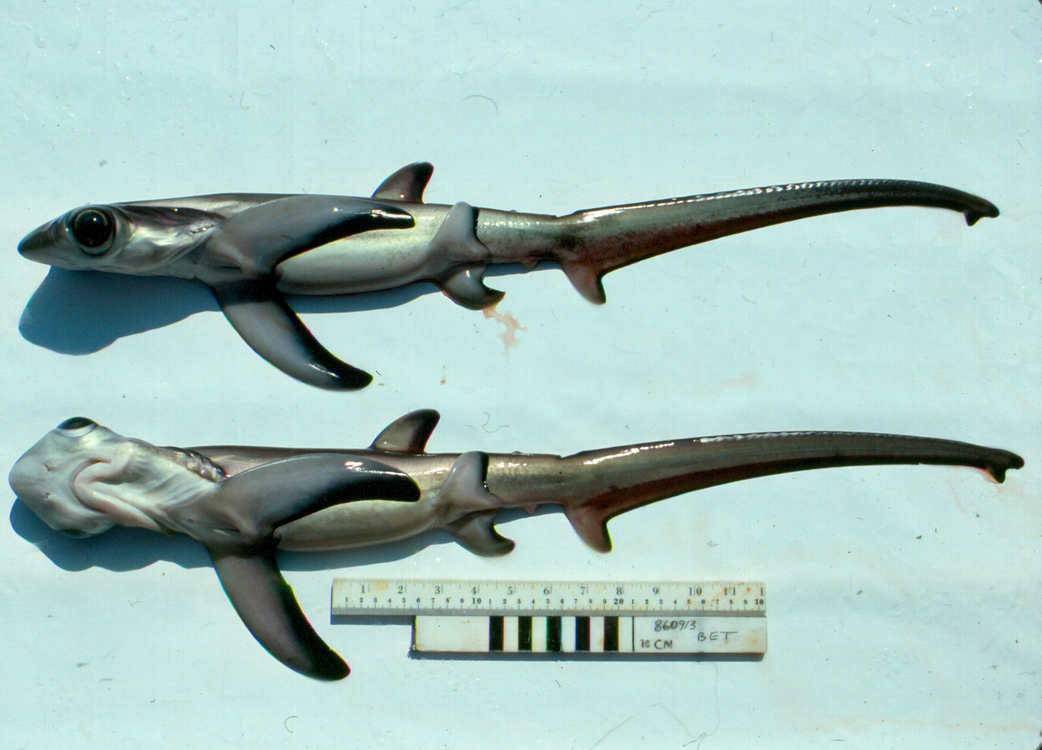
Embriony Alopias superciliosus

A. superciliosus odżywia się innymi rybami pelagialu oraz głowonogami, w mniejszym stopniu skorupiakami. W skład diety tego gatunku wymienia się m.in.: żaglonowate (Alepisauridae), makrelowate (Scombridae), śledziowate (Clupeidae), małe okazy ryb określanych nazwą billfish (tj. mieczniki oraz żaglicowate), w diecie dopatrzono się także dennych ryb, jak morszczukowate (Merlucciidae), witlinki (Merlangius merlangus), oraz kałamarnic (np. strzalikowate). Analiza treści żołądka tego gatunku u wybrzeży Meksyku oraz Stanów Zjednoczonych wykazała w 23 żołądkach poszczególnych okazów 20 taksonów zwierząt, z czego 10 grup ryb kostnych, takich jak Paralepididae (które stanowiły największy procent diety), morszczuk oregoński (Merluccius productus), sajra (Cololabis saira), makrela japońska (Scomber japonicus), sardela kalifornijska (Engraulis mordax), 8 taksonów głowonogów, przy czym kałamarnica Humboldta (Dosidicus gigas) i przedstawiciele rodzaju Gonatus były najliczniejsze, pozostałe 2 taksony to przedstawiciele skorupiaków. W Morzu Śródziemnym ściśle związany ze szkółkami tazara maruna (Auxis rochei). 
Swoje ofiary A. superciliosus najprawdopodobniej ogłusza uderzeniami płatu górnego płetwy ogonowej, na co wskazują stwierdzenia osobników tego gatunku zahaczonych ogonem na taklach.
Nie ma określonego czasu okresu rozrodczego albo rodzenia dla tego gatunku. Ogólnie gatunek ten ma słabą zdolność rozrodczą, a samica podczas swojego życia wydaje na świat tylko 20 młodych. Parowanie przebiega w charakterystycznym uścisku. Ciąża trwa 12 miesięcy. Embriony są owofagami, po absorpcji pęcherzyka żółciowego zjadają jaja produkowane przez ich matkę; nie będąc przy tym kanibalami wobec swego rodzeństwa, chociaż niektóre publikacje twierdzą, że zarodki jedzą swoich krewnych. Samica rodzi zwykle dwa młode, ale ich liczba może dochodzić nawet do czterech. A. superciliosus dożywa maksymalnie do 20 lat, co zostało poparte obserwacjami samic u wód Tajwanu; oszacowano jednak, że gatunek ten dojrzewa w wieku 9 lat, a może dożyć do nawet 28 lat. Długość pokolenia wynosi 18,5 lat.

## Status

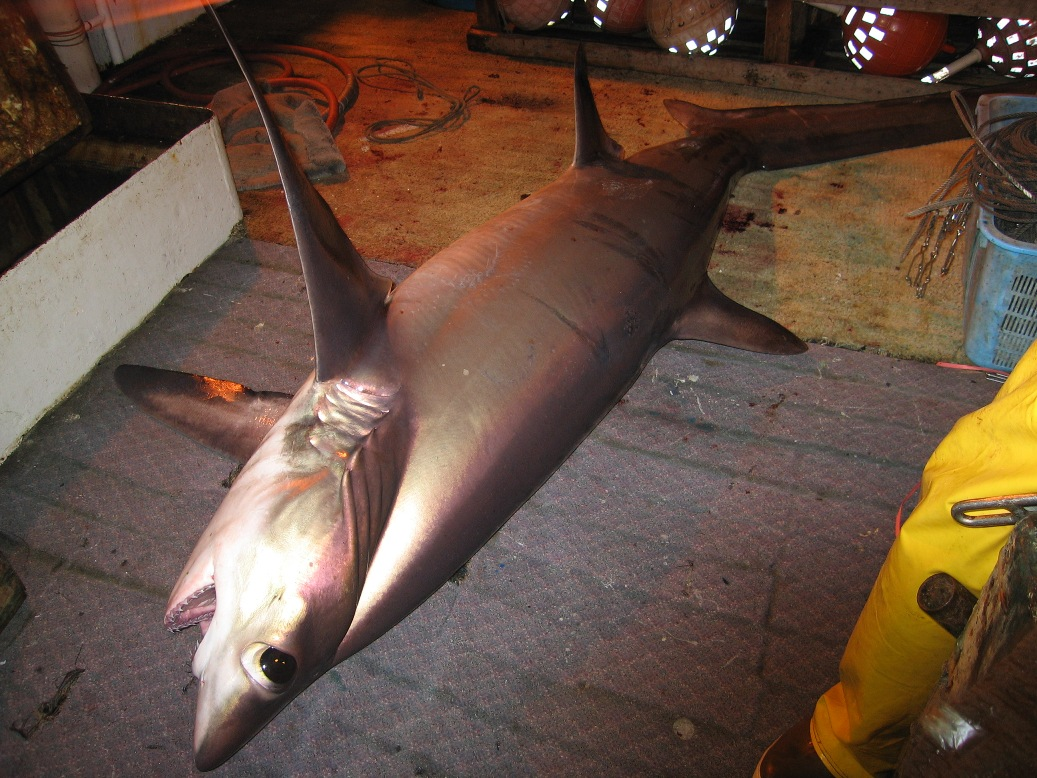
Osobnik A. superciliosus, który został wyłowiony jako przyłów

Międzynarodowa Unia Ochrony Przyrody (IUCN) uznaje Alopias superciliosus za gatunek narażony na wyginięcie (VU – Vulnerable), nieprzerwanie od 2009. Liczebność populacji nie została precyzyjnie oszacowana, a trend populacji uznaje się za spadkowy. Został uwzględniony w II załączniku Konwencji o międzynarodowym handlu dzikimi zwierzętami (CITES).
Obserwacje z wybrzeży Stanów Zjednoczonych w latach 1992–2013 wykazały, że liczebność tego gatunku w północno-zachodnim Atlantyku ustabilizowała się, zauważając jednocześnie, że presja połowowa występowała przez dwie dekady przed 1992 i że liczebność populacji prawdopodobnie ustabilizowała się w mniejszej liczbie niż cała, niewykorzystana biomasa. Analiza trendów tego samego szeregu czasowego dla lat 1992–2013 (22 lata) wykazała roczne stopy redukcji wynoszące 3,1%, co jest zgodne z szacunkową medianą redukcji wynoszącą 83,1% w ciągu trzech pokoleń. Na południowym Atlantyku dane CPUE z floty taklowej wykazały ogólną tendencję spadkową od 1971 do 2001, jednakże dane te nie zostały uznane za wiarygodne.
Ocena ryzyka dla zrównoważonego rozwoju tego kosogona na całym Pacyfiku wykazała, że śmiertelność połowowa tego gatunku od roku 2000 jest ogólnie niska w połowach pelagicznych taklami na oceanie, jednak śmiertelność połowowa w niektórych latach przekraczała maksymalny próg zrównoważonego oddziaływania dla tego gatunku. Analiza trendu danych CPUE ze Stanów Zjednoczonych na Hawajach z lat 1995–2014 wykazała roczne stopy wzrostu na poziomie 0,4%, co odpowiada medianie wzrostu wynoszącej 24% w ciągu trzech pokoleń (55,5 lat), przy czym największe prawdopodobieństwo wzrostu w ciągu trzech pokoleń. Dane dotyczące procesora CPUE pochodzą z dużego obszaru wokół Hawajów, ale mogą nie być reprezentatywne dla całego regionu Pacyfiku.
Szacuje się, że w trzech regionach liczebność tego kosogona spada na Atlantyku i Oceanie Indyjskim, a wzrasta wokół Hawajów. Aby oszacować globalny trend populacyjny, szacunkowe trendy populacyjne trzech pokoleń dla każdego regionu zostały ważone zgodnie ze względną wielkością każdego regionu. Ogólna szacowana mediana redukcji populacji wyniosła 36,5%, przy najwyższym prawdopodobieństwie redukcji < 20% w ciągu trzech pokoleń. Jednakże jak wspomniano, region Hawajów może nie odzwierciedlać prawidłowo trendu całej populacji Pacyfiku, gdzie trendy są niepewne, chociaż ocena ryzyka obejmująca cały Pacyfik wykazała, że presja dla zrównoważonego rozwoju jest ogólnie niska, a dane z Oceanu Indyjskiego dotyczą dwóch gatunków i starszego szeregu czasowego. W związku z tym wykorzystano ocenę ekspercką, zgodnie z szacunkową redukcją populacji w skali globalnej o 30–49% w ciągu trzech pokoleń, w oparciu o dostępne dane dotyczące liczebności i bieżących poziomów eksploatacji. Dlatego gatunek ten jest oceniany jako narażony.

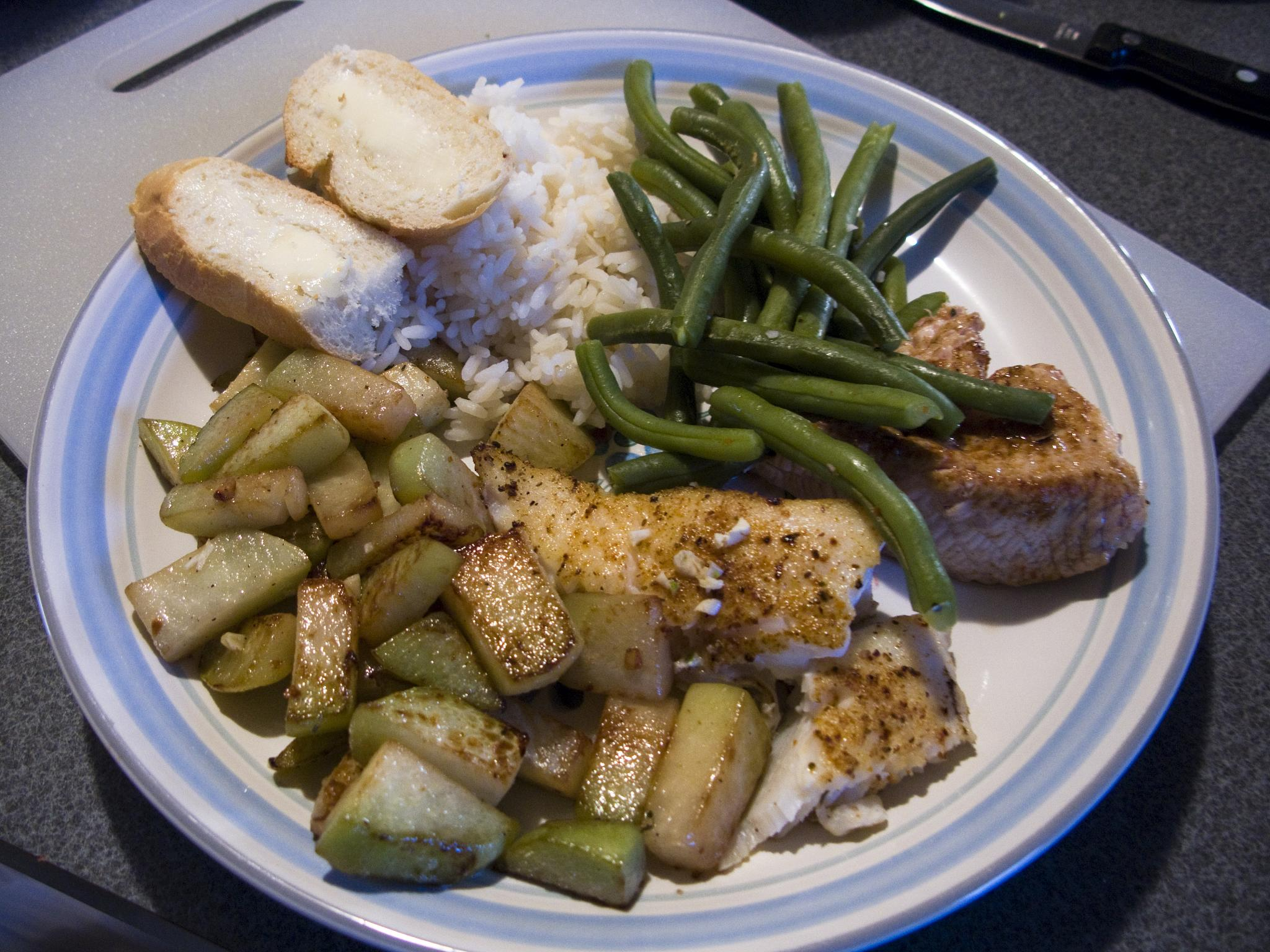
Danie przyrządzone z kosogona oraz halibuta, z ryżem i warzywami

### Relacje z ludźmi
Uchodził za gatunek relatywnie rzadki, do czasu, gdy w latach 60. i 70. XX wieku wprowadzono nowoczesną metodę połowu tuńczyków i marlinów. Jest poławiany na całym świecie jako zdobycz, ale stanowi również przyłów w komercyjnych i na małą skalę połowach ryb pelagicznych przy użyciu takli, okrężnic i sieci skrzelowych. Większość połowów stanowi przyłów komercyjnych flot pelagicznych na wodach przybrzeżnych i na pełnym morzu. Łapie się go także w przybrzeżnych taklach, sieciach skrzelowych, trójściennych, a czasami włokach, szczególnie na obszarach o wąskich szelfach kontynentalnych. Rekin zazwyczaj spędza noc blisko powierzchni, gdzie jest narażony na połów, natomiast prawdopodobnie znajduje schronienie w ciągu dnia, nurkując na głębokości większej niż tam, gdzie operuje większość komercyjnych flot tuńczykowych.
A. superciliosus to wysoko ceniona ryba przez wędkarzy-pasjonatów i, choć wielu z nich praktykuje metodę „złowić i wypuścić”, połowy rekreacyjne mogą stanowić zagrożenie ze względu na prawdopodobieństwo śmierci po wypuszczeniu. Hipoteza ta została poparta badaniami u pokrewnego A. vulpinus; wnioskuje się, że wszystkie okazy złapane na haczyk przeżyły, a większość egzemplarzy łowionych inną metodą już nie. W przypadku połowów komercyjnych śmiertelność osobników Alopias superciliosus, które zahaczyły się w sieci, jest wysoka – od 49 do 68% złowionych osobników uznano za martwe podczas odciągu.
Ryba konsumpcyjna. Poławiany jest dla mięsa, płetw do zupy z płetwy rekina, skóra jest wykorzystywana jako surowiec, a olej z wątroby służy jako źródło witamin. Mięso może być przyrządzane w postaci opiekanej, pieczonej albo grillowanej, przy czym przyrządzić w ten sposób można rybę świeżą; nie nadaje się do gotowania na parze, smażenia oraz gotowania. Można je też poddać procesowi wędzenia bądź suszeniu, dodatkowo przyprawić solą kuchenną.
Niegroźny dla człowieka.